# Фолрад III фон Мансфелд
Фолрад III (II) фон Мансфелд (на немски: Volrad III (II) von Mansfeld; * ок. 1443 / септември 1448 в Мансфелд; † 27 ноември 1499 в Мерзебург) е граф на Мансфелд, господар на Рамелбург в Мансфелд.
Той е вторият син на граф Фолрад II фон Мансфелд († 1450) и втората му съпруга принцеса Маргарета (Малгорцата) фон Саган-Силезия-Прибус († 1491), дъщеря на херцог Йохан I фон Саган-Глогов († 1439) и принцеса Схоластика (Шоластика) фон Саксония-Витенберг († 1463). Брат е на бездетния Бурхард VII фон Мансфелд-Рамелбург (* ок. 1434; † 1460), женен на 5 ноември 1458 г. в Арнщат за Катарина фон Шварцбург-Бланкенбург (1442 – 1484).
Майка му Маргарета фон Саган се омъжва втори път за Хайнрих XI фон Хонщайн-Витенберг († 1454) и трети път ок. 1457 г. за херцог Хайнрих III фон Брауншвайг-Грубенхаген († 1464). Така той е полубрат на херцог Хайнрих IV (1460 – 1526).
През 1440 г. графовете баща му Фолрад, Гюнтер и Гебхарт фон Мансфелд получават замъка Рамелбург от архиепископ Гюнтер II фон Магдебург. След множество наследствени подялби Рамелбург отива през 1501 г. на графовете от линията Мансфелд-Хинтерорт.
От 1455 до 1464 г. Фолрад III е непълнолетен (minorenn). Фолрад III умира на 27 ноември 1499 г. в Мерзебург и е погребан в Нойхелфта в Айзлебен. Линията му изчезва.

## Фамилия
Фолрад III се жени за графиня Маргарета фон Хонщайн-Фирраден (* ок. 1476; † 15 октомври 1508), дъщеря на граф Йохан фон Хонщайн-Хелдрунген († 1498) и принцеса Анна фон Анхалт-Цербст († 1492), дъщеря на княз Георг I фон Анхалт-Цербст († 1474) и Матилда фон Анхалт-Бернбург († 1432). Те имат три дъщери:
- Амалия (* 1473; † 18 юли 1517), омъжена на 3 ноември 1493/25 април 1493 г. в Зондерсхаузен за граф Гюнтер XXXIX фон Шварцбург-Бланкенбург (* 30 май 1455; † 8 август 1531)
- Катарина († 1483)
- Аделхайд (* пр. 1499)

Вдовицата му Маргарета фон Хонщайн се омъжва втори път сл. 27 ноември 1499 г. за граф Йоахим I фон Линдов-Рупин-Мьокерн (1474 – 1507).